# Stella (film, 1990)
Pour les articles homonymes, voir Stella.
Pour plus de détails, voir Fiche technique et Distribution.
Stella est un film américain de John Erman sorti en 1990. C'est un remake, le sujet ayant été déjà porté à l'écran en 1925 et 1937 (Stalla Dallas par King Vidor).

## Synopsis
Stella, une femme vivant à Watertown dans l'Etats de New York, est déterminée à donner à sa fille, Jenny, toutes les opportunités qu’elle n’a jamais eues dan sa vie. Elle finit par faire un sacrifice désintéressé pour assurer son bonheur.

## Fiche technique
- Réalisation : John Erman, assisté de Brian W. Cook
- Scénario : Robert Getchell  d'après le roman Stalla Dallas (en) d'Olive Higgins Prouty
- Musique : John Morris
- Costumes : Theadora Van Runkle
- Durée : 109 minutes
- Dates de sortie : 
  - 2 février 1990 (États-Unis)
  - 23 janvier 1991 (France)

## Distribution
- Bette Midler (VF : Michèle Bardollet ; VQ : Anne Caron) : Stella Claire
- John Goodman (VQ : Jean-Marie Moncelet) : Ed Munn
- Trini Alvarado (VQ : Sophie Léger) : Jenny Claire
- Stephen Collins (VQ : Jean-Luc Montminy) : Stephen Dallas
- Marsha Mason (VF : Anne Deleuze) : Janice Morrison
- Eileen Brennan (VF : Béatrice Delfe) : Mrs. Wilkerson
- Linda Hart : Debbie Whitman
- Ben Stiller : Jim Uptegrove
- William McNamara (VQ : Gilbert Lachance) : Pat Robbins
- John Bell[Lequel ?] : Bob Morrison
- Ashley Peldon : Jenny (3 ans)
- Alisan Porter : Jenny (8 ans)
- Kenneth Kimmins : Garde de la Sécurité
- Bob Gerchen : Barman
- Willie Rosario : Dancing Waiter

Sources : D'après RS-Doublage et Doublage.qc.ca 